# Nova Castilho
Nova Castilho es un municipio brasileño del estado de São Paulo. Pertenece a la Microrregión de Auriflama. Se localiza a una latitud 20º45'47" sur y a una longitud 50º20'35" oeste, estando a una altitud de 420 metros. Su término municipal tiene una extensión de 183,2 km².

## Demografía
La ciudad tiene una población de 4.180 habitantes (527 hombres y 2.352 mujeres) según el censo IBGE de 2010, de los que 746 viven en el medio urbano y 379 en el medio rural.
- Densidad demográfica (hab./km²): 5,39
- Mortalidad infantil hasta 1 año (por mil): 14,28
- Expectativa de vida (años): 72,09
- Tasa de fertilidad (hijos por mujer): 1,94
- Tasa de alfabetización: 86,99%
- Índice de Desarrollo Humano (IDH-M): 0,761

IDH-M Salario: 0,631
IDH-M Longevidad: 0,785
IDH-M Educación: 0,868

## Religión
El Cristianismo está presente en la ciudad de la siguiente manera:

### Iglesia Católica
La iglesia católica del municipio forma parte de la Diócesis de Jales.

### Iglesia Protestante
En la ciudad están presentes las más diversas creencias evangélicas, principalmente pentecostales, incluidas las Asambleas de Dios de Brasil (la iglesia evangélica más grande del país), Congregación Cristiana, entre otras. Estas denominaciones están creciendo cada vez más en todo Brasil.